# 白山涼橋
白山涼橋位於四川省廣元市蒼溪縣，文物遺址年代判定為清。2012年7月16日公佈為第八批四川省文物保護單位。
白山涼橋位於四川省廣元市蒼溪縣白山鄉單鼓村，於清光緒三年（1877）丁丑歲春三月初五日建成。白山涼橋東西走向，整個橋通長27.2公尺，寬5.5公尺，跨度17.7公尺，其中引橋長5公尺，寬6公尺，主橋面長17.6公尺，寬2公尺橋面，距長年水位高8.5公尺。木橋西頭建有約6.1公尺高的魁星樓亭。橋兩頭均由巨大長方形條石依據地勢磊砌而成橋墩，兩橋墩上均由8根橫木支墊橋面，橫木直徑約半公尺。白山涼橋對研究清代橋樑建築風格、形制和工藝具有重要的參考價值。2006年，白山涼橋被蒼溪縣人民政府公佈為縣級文物保護單位。